# Ludwig Pasch
Ludwig „Wickerl“ Pasch (* 26. Februar 1919 in Ried im Innkreis; † 9. Mai 2015 ebenda) war ein österreichischer Hauptschullehrer und -direktor, Autor sowie Gründer und Leiter der Innviertler Schulspatzen. Er galt aufgrund seines Wirkens als österreichischer Kulturbotschafter.

## Leben
Ludwig Pasch wurde geboren als eines von 13 Kindern eines Friseurmeisters und besuchte bis 1937 das k. k. Real- und Obergymnasium in Ried. Als Armenschüler erlebte Ludwig Pasch hautnah die Bewältigung von Not, Angst, Hass in den Menschen seiner Heimat. Nach dem Abitur leistete er zunächst Wehrdienst beim Bundesheer Nach dem Einmarsch der deutschen Wehrmacht wurde er, damals als Kanzleischreibkraft im Österreichischen Gewerbebund und als Führer von „Jung-Vaterland“ der Vaterländischen Front (VF) in Ried tätig, im März 1938, als Adolf Hitler auf seiner Siegesfahrt über Braunau, Ried und Linz nach Wien reiste, in sogenannte „Schutzhaft“ genommen. In den Kriegstagen des Jahres 1941 heiratete er Lilli Mayer, eine Kaufmannstochter von Ried. Sie bekamen zwei Töchter. Bei Kriegsende geriet er in sowjetische Gefangenschaft. In den 1960er Jahren studierte er an der Universität Salzburg, Philosophie, Sozialpsychologie, Soziologie und Volkskunde. Für seine Dissertation Kulturgeschichtliche und volkhafte Wandlungen im Bezirk Ried im Innkreis wurde er von der Universität Salzburg zum Dr. phil. promoviert. Pasch war viele Jahre als Lehrer oder als Direktor an der öffentlichen Hauptschule Ried tätig.

## Musikalisches Wirken
Pasch spielte Hackbrett, Violine, Gitarre und Flöte.

### Sing- und Tanzgruppe „Jung-Innviertel“
1945 gründete er eine Gemeinschaft musizierender und tanzender Innviertler. Mit dieser Sing- und Tanzgruppe namens „Jung-Innviertel“ begleitete er noch am 12. Dezember 1959 einen Farbfotovortrag über die Wiener Pfingsttage 1959 in der Bezirksstelle Ried i. I. der Sudetendeutschen Landsmannschaft in Österreich (SLÖ) mit Liedern und Tänzen aus Österreich und dem Sudetenland.

### „Innviertler Schulspatzen“
Mit der Gründung der „Arbeitsgemeinschaft für Volkskultur“ im Oberösterreichischen Volksbildungswerk (OÖ Volksbildungswerk) gründete er 1952 auch das Ensemble „Innviertler Schulspatzen“. Mit den Innviertler Schulspatzen trat er auch im europäischen Ausland auf und brachte wiederum Volksmusik- und Volkstanzgruppen in seine Heimatstadt.
Er begründete in Ried Mitte der 1950er Jahre auch den „Rieder Dreikönigsritt“ oder das Rieder Dreikönigssingen. Seit ihrer Gründung 1952 nahmen die Schulspatzen auch mehrfach an der Europäischen Trachtenwoche in Neustadt in Holstein teil: 1952, 1954, 1957, 1962, 1969, 1975, 1978 und 1985. 1978 wurde Pasch vom Kuratorium zum Organisationschef dieser Konzertveranstaltung berufen. Beim Festgottesdienst zur Eröffnung dieser europäischen Begegnungsveranstaltung wurde die von ihm komponierte Österreichische Volksliedermesse aufgeführt.
Zum 10-jährigen Bestehen würdigte der Heimatforscher Ernst Burgstaller die Innviertler Schulspatzen mit einem Aufsatz. Anlässlich der vom 21. bis zum 24. Juni 1962 in Ried ausgetragenen Veranstaltungsfolge „Europa in Lied und Tanz“ wurde im Bezirk Ried im Innkreis vom „Interessentenpostamt der ‚Innviertler Schulspatzen‘“ (Veranstalter) ein Sonderpoststempel genutzt. Unter anderem begleitete Pasch musikalisch ab 1975 mit seinen Schulspatzen auch das Erntedankfest in der Rieder Stadtpfarrkirche.

## Werke
Kompositionen:
- Für dich ein kleines Lied erklingt. Partitur. Enthält die Liedgruppen: Österreichische Volksliedermesse, Religiöses Liedgut, Abend bei Richard Billinger, Reise mit Franz Schubert, Heimat – ein Lied dir erklingt, Für dich ein kleines Lied erklingt, Wir singen und sind froh, Reise durchs Innviertel, Gruß von Europa. Für verschiedene Chor- und Instrumentalbesetzungen. Oberösterreichischer Landesverlag, 1980 OCLC 724752333. Die Liedsammlung ist aufgenommen in Arnold Blöchl, Annemarie Gschwantler: Corpus musicae popularis Austriacae: Volksmusik in Oberösterreich. Böhlau Verlag, 2001

Publikationen:
- Kulturgeschichtliche und volkhafte Wandlungen im Bezirk Ried im Innkreis. [zugl. Diss. und Band 19 der Schriftenreihe des oberösterreichischen Volksbildungswerkes]; Landesverlag, Salzburg 1967. OCLC 1072340646
- Heimat. Inmitten der Mensch. Moserbauer Druck & Verlag, 2001. ISBN 978-3-900-84771-5
- Unsere Klosterschule. 150 Jahre Erziehungsarbeit der Franziskanerinnen in Ried im Innkreis. Chronikbuch zur Franziskusschule Ried, Ried i. I. 2012.[17]
- Der Waldfriedhof der Stadt Ried. Ried i. I. 2013.[18]

## Ehrungen
- Ehrenzeichen der Stadt Ried[19]
- 1963 Verleihung des Titels „Konsulent für Volksbildung und Heimatpflege“ verliehen.[20]
- 1968: Stelzhamer-Plakette
- 1972: Silbernes Ehrenzeichen für Verdienste um die Republik Österreich[21]
- 2002: Goldenes Verdienstabzeichen des Landes Oberösterreich[22]
- 2008: „Signum Laudis in Gold“ des Oberösterreichischen Volksbildungswerks; überreicht durch Angela Orthner, Präsidentin des Oberösterreichischen Landtags[23]
- 2015: „Prof. Hans Samhaber-Plakette“ des Oberösterreichischen Forums Volkskultur[24]